# Szabó György (diplomata)
Szentmiklósi Szabó György (Budapest, 1891. április 24. – 1978. március 8.) magyar diplomata, nagykövet.

## Élete
1913-ban végezte el a bécsi konzuli akadémiát (ma: Diplomatische Akademie Wien), majd 1919-ben lépett külügyi szolgálatba. 1926-ban ő lett az első konzul a zágrábi konzulátuson, 1935-től pedig a müncheni főkonzulátust vezette. 1939. december 28-án követi minőségben megbízták Magyarország pozsonyi követségének vezetésével. Ez a megbízás azonban mondvacsinált volt: kifejezetten a németek szorgalmazták, miután megszállták Csehszlovákiát, majd a cseh területből protektorátust hoztak létre, és berendezték a Szlovák Köztársaságot, mint Tiso fasiszta bábállamát. A németeknek talán szükségük volt az új állam nemzetközi elismerésére, ezért kívánták, hogy Magyarország követséget hozzon ott létre. A külügyminisztériumnak azonban nem volt fontos ez az intézmény: 1939. március 14-én kiáltották ki az új államot, de csak augusztus 16-tól emelték a korábbi konzulátust követségi rangra és követet is csak hónapokkal később, december utolsó napjaiban küldtek Szabó személyében. Szabó György visszaemlékezése szerint egyébként sem volt jelentősége a szolgálatának: Magyarország számára a szlovákiai magyar kisebbség volt csak fontos, mely ügyeket gróf Esterházy János közvetlenül, heti megbeszélésen egyeztetett Vojtech Tuka (Tuka Béla) szlovák miniszterelnökkel.
1938-ban Kuhl Lajos lett a külügyminisztérium politikai osztályának vezetője, aki 1940-ben finnországi követi címet járt ki magának. Azonban túl nagynak tartotta a távolságot a családjától, ezért szorgalmazta, hogy közelebbi állomáshelyre küldjék. A külügy anélkül, hogy Szabó hozzájárulását kérte volna, megcserélte a két követet: Kuhlt nevezték ki Pozsonyba, Szabót pedig Helsinkibe. Mindkettejük felmentése és kinevezése egyaránt 1941. február 12-re dátumozva jelent meg, így ekkortól tekinthető Szabó finnországi követnek. 1944. március 19. - vagyis a nyilas hatalomátvétel - után Szabó öt követtel együtt lemondott. Akkor adott nyilatkozatából az derül ki, hogy emigrációba vonult, emiatt néhány nappal később magyar állampolgárságától megfosztották.
1946-ban B-listára tették, a külügyi szolgálatból elbocsátották. Sem az ekkori holléte, sem életének későbbi alakulása, nem ismert, haláról csak a hozzátartozók által közzétett gyászhír számol be: a Farkasréti temetőben nyugszik.

## Díjai
- Magyar érdemrend középkeresztje
- kardokkal ékesített ezüst katonai érdemérem
- 2. osztályú ezüst vitézségi érem
- Károly csapatkereszt

## Publikációi
- Szabó György, szentmiklósi: A Magyar–Finn Társaság és a finnországi néprokonsági társaságok között létesített együttműködési egyezmény jelentősége. Északi Rokonaink, 6. 1942. (jún.) 57–58. p. [Az egyezmény szövege: 58–59. p.]